# Janelson Carvalho
Janelson dos Santos Carvalho, (Porto Alegre, 24 de março de 1969) conhecido simplesmente como Janelson é um ex-jogador de vôlei brasileiro, que conquistou a medalha de ouro nos Jogos Olímpicos de 1992 em Barcelona.